# Hradec Králové
Hradec Královéⓘ (în germană Königgrätz) este un oraș din Republica Cehă și, totodată, capitala regiunii Hradec Králové. Are o populație de 94.684 de locuitori.
Aici a avut loc în anul 1866 Bătălia de la Königgrätz, dintre Prusia și Imperiul Austriac.

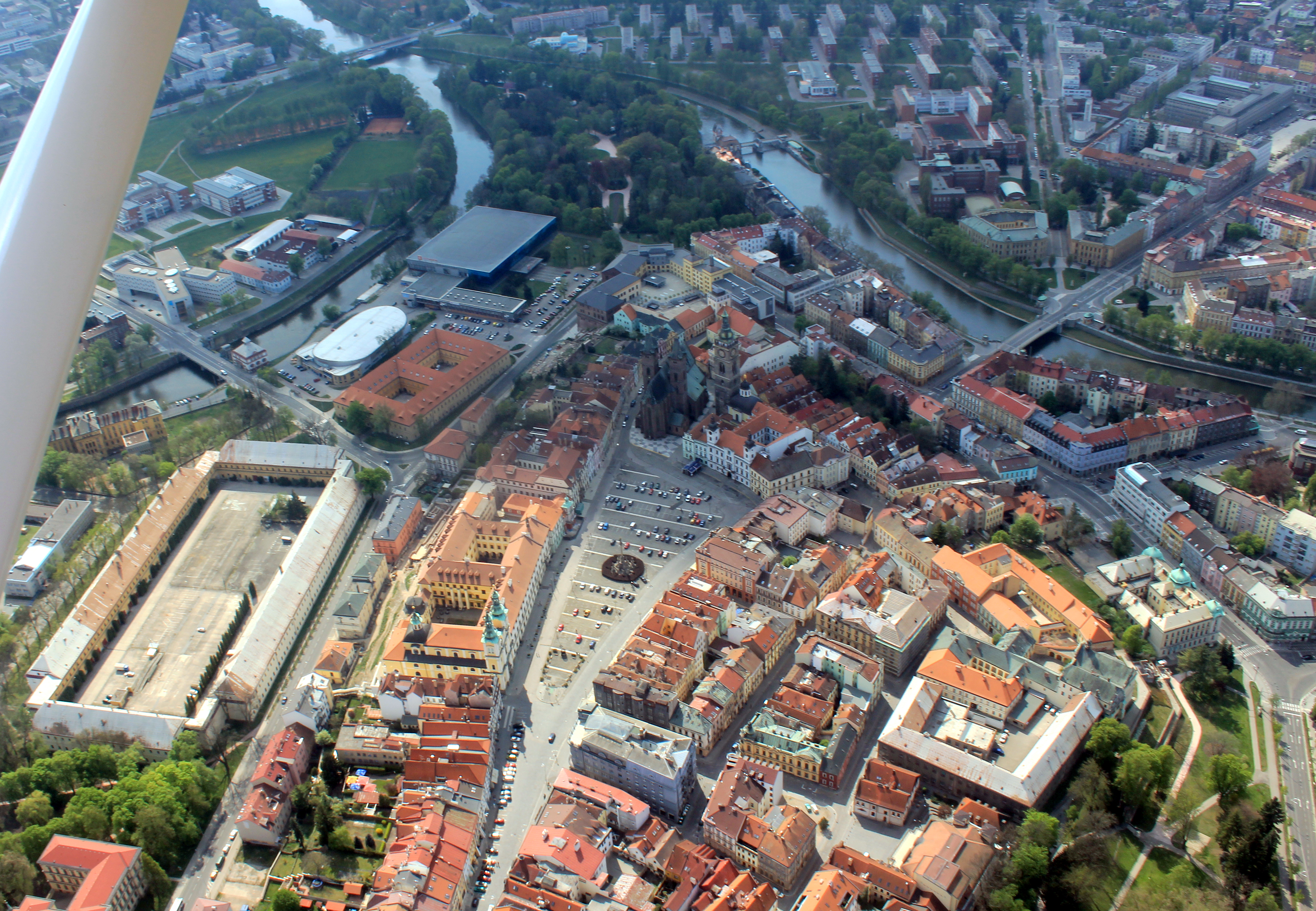
Centrul orașului din aer

## Personalități născute aici
- Bohuslav Balbín (1621 - 1688), scriitor, istoric;
- Jaroslav Durych (1886 - 1962), scriitor;
- Vladimír Buben (1888 - 1956), lingvist, romanist;
- Otakar Vávra (1911 - 2011), regizor, scenarist;
- Oldřich Vlasák (1955 - 2024), om politic, europarlamentar;
- Jana Lahodová (1957 - 2010), sportivă la hochei pe iarbă;
- Jiří Šitler (n. 1964), diplomat;
- Vít Jedlička (n. 1983), om politic;
- Kateřina Siniaková (n. 1996), tenismenă.